# ブロウ (映画)
『ブロウ』（Blow）は、テッド・デミ監督、ジョニー・デップ出演の2001年製作のアメリカ映画である。
1970年代に伝説のドラッグ・ディーラーとなったジョージ・ユングの半生を、家族や恋人との愛と葛藤を織り込み描いている。テッド・デミ監督の遺作となった。Blowはコカインの俗語である。

## ストーリー
実在したアメリカ人の物語である。幼い頃、父親は社長なのにお金がなく貧乏な両親の姿を見て育ったジョージ・ユング（ジョニー・デップ）は、年頃の時、マサチューセッツの田舎から、カリフォルニアという当時の流行の最先端の町へツレと引っ越すのだった。やがて一人の女と出逢い、自分の理想の家族を築くため、裏社会に飛びこんで成功を収めたが、友人の裏切り、家族との別離、逮捕など、波乱に満ちた人生を歩む。

## キャスト
| 役名                   | 俳優                             | 日本語吹替 | 日本語吹替 |
| 役名                   | 俳優                             | ソフト版   | WOWOW版    |
| ---------------------- | -------------------------------- | ---------- | ---------- |
| ジョージ・ユング       | ジョニー・デップ                 | 森川智之   | 森川智之   |
| マーサ・ユング         | ペネロペ・クルス                 | 辺見えみり | 唐沢潤     |
| ディエゴ・デルガド     | ジョルディ・モリャ               | 鳥海勝美   | 鳥海勝美   |
| バーバラ・バックリー   | フランカ・ポテンテ               | 小林さやか | 小林さやか |
| アーミン・ユング       | レイチェル・グリフィス           | 寺内よりえ | 寺内よりえ |
| フレッド・ユング       | レイ・リオッタ                   | 斎藤志郎   | 斎藤志郎   |
| デレック・フォーリール | ポール・ルーベンス               | 丸山純路   | 丸山純路   |
| パブロ・エスコバル     | クリフ・カーティス               | 青山穣     | 青山穣     |
| トゥナ                 | イーサン・サプリー               |            |            |
| アウグスト・オリベラス | ミゲル・サンドバル               |            |            |
| 若い頃のジョージ       | ジェシー・ジェームズ             |            |            |
| 若い頃のクリスティーナ | エマ・ロバーツ                   |            |            |
| ミスター・T            | ボブキャット・ゴールドスウェイト |            |            |
| クリスティーナ・ユング | ジェイミー・キング               |            |            |

WOWOW版では芸能人部分だけ差し替えたバージョンが放送された。